# Provincia di Adrar
La provincia di Adrar (in arabo ولاية أدرار‎?, Wilāyat Adrār; adrar in berbero significa "montagna") è una delle 58 province dell'Algeria, suddivisa in 9 distretti, questi ultimi a loro volta suddivisi in 25 comuni.
Situata nella parte sudoccidentale del paese è la seconda provincia in ordine di estensione territoriale.

## Popolazione
La provincia conta 399.714 abitanti, di cui 203.836 di genere maschile e 195.878 di genere femminile, con un tasso di crescita dal 1998 al 2008 del 2.6%.

## Regioni geografiche della provincia
La provincia di Adrar si divide in due zone geografiche:
- il Touat, la regione di Adrar
- il Tidikelt, la regione di Aoulef.

## Geografia antropica

### Suddivisioni amministrative
La wilaya di Adrar amministrativamente è divisa in 6 distretti (dāʾira). Nella tabella sono riportati i comuni della provincia, suddivisi per distretto di appartenenza.
| Distretto      | Comuni                            |
| -------------- | --------------------------------- |
| Adrar          | Adrar · Bouda · Ouled Ahmed Tammi |
| Aoulef         | Akabli · Aoulef · Tamekten · Tit  |
| Fenoughil      | Fenoughil · Tamantit · Tamest     |
| Reggane        | Reggane · Sali                    |
| T'Sabit        | Sebaa · T'Sabit                   |
| Zaouiet Kounta | Zaouiet Kounta · In Zghmir        |